# Gunnarsjön, Härjedalen
Gunnarsjön är en sjö i Härjedalens kommun i Härjedalen och ingår i Ljusnans huvudavrinningsområde. Sjön har en area på 0,0678 kvadratkilometer och ligger 828,4 meter över havet.

## Delavrinningsområde
Gunnarsjön ingår i det delavrinningsområde (695831-133616) som SMHI kallar för Mynnar i Mittån. Medelhöjden är 850 meter över havet och ytan är 5,68 kvadratkilometer. Det finns inga avrinningsområden uppströms utan avrinningsområdet är högsta punkten. Vattendraget som avvattnar avrinningsområdet har biflödesordning 3, vilket innebär att vattnet flödar genom totalt 3 vattendrag innan det når havet efter 392 kilometer. Avrinningsområdet består mestadels av skog (57 procent) och kalfjäll (38 procent). Avrinningsområdet har 0,07 kvadratkilometer vattenytor vilket ger det en sjöprocent på 1,2 procent.